# L'Occhio che guarda
L'Occhio che guarda (Eye of the Beholder 1981) è un romanzo noir e hard boiled dello scrittore e sceneggiatore statunitense Marc Behm.
La storia narra di un investigatore ossessionato dalla ricerca della figlia e, credendo di riconoscerla in una giovane assassina, la insegue per tutta l'America per spiarla, ripercorrendo la scia di cadaveri e di false identità che lei, per altri versi ossessionata, si lascia dietro.
Dall'opera è stato tratto il film del 1983 Mia dolce assassina per la regia di Claude Miller e il successivo remake del 1999 The Eye - Lo sguardo per la regia di Stephan Elliott.

## Trama
Il protagonista, conosciuto come l'Occhio, lavora per un'importante agenzia privata di investigazioni. Dopo essere stato impiegato come operativo, da alcuni anni è stato relegato in un ufficio per aver ucciso, seppure per legittima difesa, un truffatore che stava pedinando. L'occasione per riscattarsi gli viene offerta quando il capo dell'agenzia gli affida l'incarico di investigare sulle reali intenzioni della fidanzata del giovane rampollo di una ricca famiglia proprietaria di una catena di negozi di calzature. La donna è sospettata dai genitori del ragazzo di essere una cacciatrice di dote. L'Occhio inizia a pedinare la donna che, dopo aver sposato il ragazzo, la prima notte di nozze lo avvelena per poi occultarne il corpo. L'Occhio non denuncia la donna ma continua a seguirla e a osservarne le mosse ossessivamente, invischiato in un rapporto disturbato con l'assassina che abile trasformista colleziona matrimoni, fidanzamenti e successivi omicidi lungo la strada.
L'Occhio convive con l'immateriale presenza della figlia mai conosciuta, con la quale ha lunghi colloqui immaginari e intorno alla cui figura costruisce storie tanto complicate quanto fantasiose; l'ossessione è tale da spingerlo a identificare morbosamente la fascinosa criminale con la figlia. Durante i lunghi e ininterrotti pedinamenti, durati anni e per condurre i quali abbandona il lavoro presso l'agenzia di investigazioni, entra così tanto in confidenza con i comportamenti, le manie, le devianze e persino i pensieri dell'assassina, dal volerla proteggere a tutti i costi, spingendosi persino a cancellare le tracce di alcuni omicidi. Quando la donna, assassina compulsiva, è oramai braccata dall'FBI e sta per essere catturata dalla polizia, viene aiutata dall'Occhio nella fuga. L'uomo inventa articolati piani per fornirgli denaro e suggerimenti utili alla latitanza, senza tuttavia essere smascherato da lei. L'Occhio diventa così l'invisibile angelo custode della donna, nascosto dietro le quinte togliendola dai guai e salvandole la vita in molte pericolose vicende, quando ad esempio viene narcotizzata da uno psicopatico in procinto di violentarla, o quando in analoghe circostanze, picchia un camionista o fa arrestare due balordi intenzionati a stuprarla.
Durante i lunghi e complessi pedinamenti per tutta l'America l'Occhio riesce a scoprire la storia della ragazza, il cui vero nome è Joanna Eris: rimasta orfana e accudita in un orfanotrofio, da adolescente viene arrestata per furto e rinchiusa in carcere per tredici mesi. La donna, cova autolesionistico risentimento contro il mondo ma viene indirizzata a ossessioni meno dannose dalla psicologa della prigione che la coinvolge nella sua passione per l'astrologia, la letteratura, la musica e la propensione per l'amore saffico.
Con il tempo la donna non riesce a più a controllare le sue pulsioni e subendole è costretta a comportarsi in maniera scomposta, senza curarsi più di nascondere le tracce della sua fuga e le molte identità assunte. La deriva della ragazza è inesorabile, nonostante l'aiuto dell'Occhio, si conclude in modo autodistruttivo con un incidente d'auto. L'uomo non può fare più nulla per salvarla e assiste alla sua morte; Joanna, prima di spirare, confessa all'Occhio di essersi accorta di lui sin dal primo pedinamento. L'Occhio seppellisce la ragazza in California facendo incidere sulla lapide un passo dell'Amleto, libro che la ragazza continuava a rileggere e a sottolineare: Riposa in pace, spirito turbato. L'uomo si ritira a vivere nel paese vicino al cimitero, in attesa di raggiungerla nella stessa tomba alla sua morte, che giungerà alla fine del romanzo.

## Protagonisti
L'OcchioDetective privato con l'ossessione delle parole crociate, tanto bravo nei pedinamenti da rendersi praticamente invisibile agli occhi della gente. Questa dote gli permette di seguire Joanna durante tutti i suoi spostamenti e di assistere, non visto, agli efferati omicidi da lei commessi. Il detective, di cui nel romanzo non viene rivelato il nome, è ossessionato anche da una fotografia che ritrae quindici bambine in una classe. Tra di esse c'è la figlia che non riesce a riconoscere e che l'ex moglie, crudelmente lo ha sfidato a identificare tra le altre.
Joanna ErisRimasta orfana in giovane ètà ha sviluppato una serie di ossessioni e un profondo odio distruttivo verso il mondo e gli uomini in particolare. Fuma Gitanes, beve cognac mangia pere, legge compulsivamente l'Amleto, ed è ossessionata dalla canzone La paloma, uccide senza problemi una serie sterminata di uomini, per impossessarsi di grosse cifre dopo averli sposati, ma a volte solo per derubarli di pochi soldi dopo averli incontrati lungo le lunghe fughe. Dotata di eccezionali doti di trasformismo, spesso si accompagna a donne con le quali ha rapporti lesbici o profondi legami affettivi.
MaggieLa figlia che l'Occhio non ha mai conosciuto. Protagonista dei deliri dell'uomo, spesso gli appare in sogno o come entità reale. A volte l'Occhio la identifica con la stessa Joanna.
Martine DarrasEx psicologa della prigione in cui era stata rinchiusa Joanna. La dottoressa per tentare di distrarla da propositi autodistruttivi, la indirizza verso la passione per la letteratura, la musica, l'astrologia.

## Analisi
L'Occhio che guarda è stato il secondo romanzo scritto da Behm ed è stato accostato dalla critica alle opere di Dashiell Hammett e di Raymond Chandler anche se lo scrittore ha prese le distanze da tali autori considerandoli noiosi e dichiarando di sentirsi maggiormente affine allo stile di Graham Greene. Nonostante tale presa di distanza, le analogie del romanzo di Behm con il genere hard boiled di cui Hammett e Chandler possono essere considerati i fondatori, sono evidenti: lo stile narrativo è molto simile e in comune hanno la particolare attenzione verso la psicologia dei personaggi. Tuttavia è la follia dei protagonisti ad essere al centro delle vicende narrate nel L'occhio che guarda e non l'investigazione vera e propria, come invece tipico dei romanzi hard boiled.
Il romanzo è costruito come un labirinto la cui confusa topografia è costituita dagli innumerevoli luoghi visitati dall'Occhio e dalla fuggiasca, dalle tante identità assunte dalla donna e dai molti omicidi commessi, complicato dai comportamenti ossessivi e morbosi dei due protagonisti per molti versi speculari.
L'autore ha avuto modo di definire il romanzo come «la storia di Dio che, caduto in disgrazia, diventa un investigatore privato alla ricerca di sua figlia e alla riconquista dello stato di grazia».

## Edizioni
- (EN) Marc Behm, Eye of the Beholder, Random House, 1981.

- (EN) Marc Behm, Eye of the Beholder, Ballantine Books, 1999,  p. 183, ISBN 978-0-345-42799-1.

- Marc Behm, L'Occhio che guarda, traduzione di Daniele Brolli, Stile libero Noir, Einaudi, 2007,  p. 330, ISBN 978-88-06-17995-3.